# Parchi nazionali del mare dei Wadden

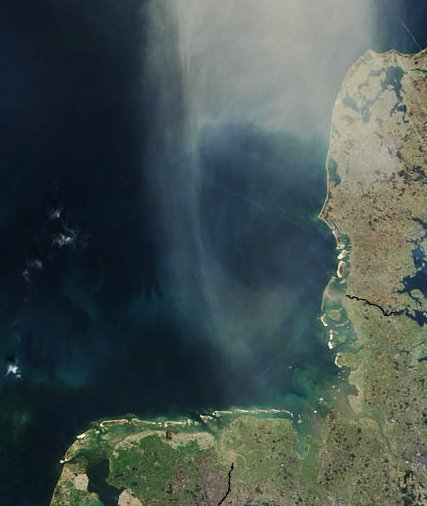
Immagine satellitare del golfo tedesco e del mare dei Wadden

I Parchi nazionali del mare dei Wadden sono una serie di aree protette che coprono la costa del mare dei Wadden, parte del mare del Nord. Si trovano tra Danimarca, Germania e Paesi Bassi. 
Le porzioni tedesca e danese hanno anche ottenuto il riconoscimento di patrimonio dell'umanità. Sebbene divise da confini amministrativi, i vari parchi hanno come scopo la tutela di un singolo ambiente naturale.

## Danimarca
- Parco nazionale del mare dei Wadden, da Blåvandshuk a Rudbøl in Danimarca

## Germania
- Parco nazionale del Wattenmeer dello Schleswig-Holstein, comprendente la costa occidentale dello Schleswig-Holstein e le Isole Frisone Settentrionali
- Parco nazionale del Wattenmeer di Amburgo, dalla foce dellElba alle isole di Neuwerk e Scharhörn, parte di Amburgo
- Parco nazionale del Wattenmeer della Bassa Sassonia, comprendente la costa settentrionale della Bassa Sassonia e le Isole Frisone Orientali

## Paesi Bassi
- Parco nazionale Lauwersmeer, comprendente le zone meridionali e orientali del Lauwersmeer
- Parco nazionale di Schiermonnikoog, che copre la gran parte dell'isola di Schiermonnikoog
- Parco nazionale delle dune di Texel, sull'isola di Texel